# Pia Pensaari
Pia Pensaari, née le 8 octobre 1983 à Ylöjärvi, est une cycliste professionnelle finlandaise.

## Palmarès sur route
- 2014
  - Rosendahl GP
  - 3e du Naisten Etappiajo
- 2015
  - Naisten Etappiajo 
    - Classement général
    - Prologue, 2e et 3e étapes

  - 3e du championnat de Finlande sur route
- 2016
  - 2e étape du Naisten Etappiajo
- 2017
  - Prologue de Naisten Etappiajo
- 2018
  - Naisten Etappiajo 
    - Classement général
    - Prologue, 2e et 3e étapes

  - 3e du championnat de Finlande sur route
- 2019
  -  Championne de Finlande sur route

## Palmarès sur piste

### Championnats d'Europe
- 2012
  - 10e du championnat d'Europe de l'omnium

### Coupe du monde
- 2016-2017
  - 9e du classement général de la poursuite individuelle
- 2017-2018
  - 8e du classement général de la poursuite individuelle

### Championnat de Finlande
- 2015
  -  Championne du keirin
  -  Championne du 500 mètres
  -  Championne du scratch
  -  Championne de l'omnium
- 2016
  -  Championne du keirin
  -  Championne du scratch
- 2018
  -  Championne du keirin
  -  Championne de la vitesse par équipes (avec Sonja Taskinen)
  -  Championne de la poursuite par équipes (avec Sonja Taskinen et Elin Selina)
  -  Championne de la course aux points
  -  Championne du scratch

### Autres
- 2013
  - 3e du Grand Prix de Vienne (vitesse par équipes avec Elisa Arvo)
- 2014
  - 3e du Belgian Xmas Meetings (vitesse individuelle)
- 2015
  - Grand Prix Helsinki 
    - 1re à la poursuite individuelle
    - 1re au scratch
    - 1re au keirin
- 2017
  -     - 1re au Grand Prix de minsk (poursuite individuelle)

  - Grand Prix Helsinki 
    - 1re à la poursuite individuelle
    - 1re au scratch
    - 1re au 500 mètres

## Palmarès en cyclo-cross
- 2009
  - 2e du championnat de Finlande de cyclo-cross
- 2011
  - 3e du championnat de Finlande de cyclo-cross
- 2014
  - 3e du championnat de Finlande de cyclo-cross